# Central Badibu
Central Badibu är ett distrikt i Gambia. Det ligger i regionen North Bank, i den västra delen av landet, 70 km öster om huvudstaden Banjul. Antalet invånare var 19 491 vid folkräkningen 2013. De största orterna då var Sallikenni, Njaba Kunda, Daru Riliwan och Kerr Pateh Koreh.